# テイルズ オブ ファンタジア なりきりダンジョン
『テイルズ オブ ファンタジア なりきりダンジョン』（TALES OF PHANTASIA Narikiri Dungeon、略称：なりダン）は、2000年11月10日にナムコから発売されたゲームボーイ用ダンジョンRPG。ゲームボーイカラー対応。スーパーゲームボーイ対応。ポケットプリンタ対応。
キャッチコピーは「ぼくは わたしは なんにでもなれる」（雑誌広告）と「なりきっていきましょう」（TVCM）。本作のRPGジャンル表記にはシリーズ他作品のような文章がなく「ジャンル：ダンジョンRPG」となっている。

## 概要
『テイルズ オブ ファンタジア』の100年後の世界が舞台の続編で、キャラクターデザインは藤島康介。攻略本やノベライズ版のイラストは松竹徳幸が担当。
テイルズオブシリーズの外伝的作品『なりきりダンジョン』シリーズ第1作でもある。ただし、本作は『テイルズ オブ ファンタジア なりきりダンジョン』であり『テイルズ オブ ザ ワールド なりきりダンジョン2（同3）」とはストーリー面での意味合いと発売タイトル的な位置づけが異なる。さまざまなコスチュームに着替えて戦うという点が共通である。なお、このソフトの発売時点では名称は存在しなかったが、後に本作はエスコートタイトルに分類された。2020年にマザーシップやエスコートという分類は廃止された。その後新たにオリジナルとクロスオーバーという分類ができたが本作はオリジナルのタイトルに分類されている。分類の意味についてはテイルズ オブ シリーズ#ゲームタイトル一覧を参照。
2010年8月5日にはPlayStation Portable用ソフト『テイルズ オブ ファンタジア なりきりダンジョンX』が発売された。戦闘システムが一新されてシリーズ本来のリニアモーションバトルシステム（LMBS）となった。一方、性格システムやサブシナリオであるたのまれごとなどの仕様が削除されるなど、原作と異なったゲームシステムとなった。また、キャラクター設定やストーリーが大きく変更されたことも別ゲーム感を抱かせるリメイクとなった要因である。詳細は本ページおよび該当記事ページを参照。

## ストーリー
ある人物（プレイヤー）が空から落ちてきた双子の赤ちゃんを見つけたところから始まる。
時は流れ、13年後、“なりきり”という特別な力を持つ2人の前に突然、ノルンという不思議な女性が現れる。ノルンはメルとディオの2人が黒き運命と共に生まれたと言い、自分の運命を切り開くために6人の時空戦士に会い、12の精霊による精霊の試練を受けなければならないと告げる。その言葉に従うことにした2人はディオが山で拾ってきた不思議な生き物クルールを合わせた2人と1匹で冒険に出ることになる。
精霊と戦って様々な心と教えをさずかった2人は12の精霊による試練は終わったとノルンに告げられる。しかし、双子は喜べなかった。試練の終盤から自分たちの前に現れて人間の黒い感情について話した仮面の男の存在だった。その気持ちを払うかのように時空戦士のアーチェが自作料理を持ってやってきて2人を祝福する。
その数日後、ノルンは2人に自分たちが何のために存在して何を目指しているのか分かっているのかを問う。試練はまだ終わっていなかったのだ。自分の時空に出現したカオスの洞窟に入ると、目の前に現れたのは自分たち自身だった。続いて出現した暗黒時空では自分たちの罪を知ることとなる。自分の好奇心に突き動かされて魔科学を完成させた科学者メルティア。戦争によってメルティアを失った絶望感から魔科学兵器を発動してしまった軍人ディオスがもう1人の自分たちであり過去の自分だった。魔科学兵器の発動によって命の源であるマナが急速に減少したことで惑星デリス・カーラーンは滅びの危機を迎え、それを救うための大いなる実りを求めたダオスが異星に旅立ったのだ。
暗黒時空でダオスと出会う2人だったが、ダオスは時空戦士との戦いに敗れて息絶えた幻だった。そのダオスから「最も恐るべき敵であり勝たなくてはならない敵は自分の心だ」と教えられる。さらに、全ての感情には意味があり、たとえ憎しみの感情であっても自分だと認めて制御するのだと告げられる。
カオスの洞窟の最下層部で自分たちの過去であるディオスとメルティアを倒し、再びひとつになった2人だったが、聞き覚えのある女性の呼びかけが聞こえた。周囲を見ると、一緒にいたクルールが宙に浮きノルンの姿となった。クルールはノルンの化身だったのだ。ノルンによる最終審判を乗り越えた2人だったが、戦いに敗れた際にディオスが言ったことが実現してしまう。今の2人は時の波の修正によって消えてしまうのだ。
しかし、ノルンは否定する。これは死や消滅ではなく新たなあなたたちの誕生であると。
親（プレイヤー）に別れの言葉を告げて消滅した2人は、しばらく時を経た後に体も記憶も一新した状態で親の前に帰ってくる。

## 設定

### 世界観
前作が北欧神話をベースとした設定のため、本作後半のダンジョンに北欧神話を踏まえたものが登場する。暗黒時空の炎の国ムスペルヘイム・氷の国ニヴルヘイム・巨人の国ヨツンヘイム・小人の国ニダヴェリール・死の国ヘル・天界への虹ビフレストである。

### 時間設定
本作ではAC.4203年（クラースの時空）、4306年（クレスの時空）、4354年（すずの時空）、4408年（ディオの時空）、暗黒時空（AC.???? 時間不明）の時空が存在し、なりきりハウス（名称変更可能）からマーテル像（ディオたちの時空）と4枚の絵（その他の時空）を使用してそれぞれに時空転移ができる。
本作では、時間を遡ることによる過去変更は、未来を変更するものではなく、新たに分岐した未来が作られるというパラレルワールド的解釈がなされている。このことは精霊マクスウェルの「転んで怪我をした者が昨日へタイムトラベルを行い、昨日の自分に転ぶなと忠告するのはタイムトラベルの動機を考えた場合、矛盾である」というセリフの中で説明されている。また、エンディング間際のノルンのセリフでは因果律についても言及されている。

## システム

### なりきりシステム
主人公であるディオとメルはなりきりという特別な能力を持っている。このなりきりしはコスチュームを着ることでそのジョブの固有能力が使える基本ジョブである。例えば剣士のコスチュームを着れば魔神剣などの特技、ヒーラーのコスチュームを着ればファーストエイドなどの特技を使えるようになる。コスチュームは剣士、格闘家、魔法使いなどの基本的なものやクレス、ミント、ダオスなどのテイルズオブファンタジアのキャラクターのもの、また手品師、漫画家、風水師などの主にたのまれごと解決に必要なもの、パックマン、ワルキューレ、ワンダーモモなどのナムコゲームのキャラクターものなどがある。コスチュームはディオ、メルのものを合わせて66着ある。コスチュームは店で購入する、たのまれごとの報酬で貰う、オーダーメイドで作成する、モンスターから盗む、などの手段で入手する。

### たのまれごと
ディオとメルは様々な人々から頼み事をされる。それがたのまれごとというサブシナリオである。全部で30個あり、なりきりしの能力をうまく活用して本編シナリオとたのまれごとシナリオを並行して解決する必要がある。解決数が不足すると暗黒時空のダンジョンで門前払いされる。

### ダンジョン自動生成
ダンジョンは入るたびにマップが変わる自動生成ダンジョン方式を採用している。

#### ダンジョンの問題点
ダンジョントラップのペナルティが非常に厳しく、頻繁にマヒや石化に陥る。また、落とし穴に落ちるとその時のHPが半分減るダメージを受ける。

### 戦闘システム
シリーズ他作品のLMBとは異なり、プチLMB（リニアモーションバトル）というほぼコマンド入力式のものとなっている。素早い順に攻撃順が周り、通常攻撃のコマンド入力後にはタイミング良くボタンを押すことで与えるダメージが増す。

#### 戦闘システムの問題点
メーカーが銘打った戦闘システムはプチLMBS（プチリムス）だが実際はアクション要素はなくリアルタイムバトルでもない。コマンド選択によるターン制バトルである。戦闘システムのみに注目すると本作はテイルズオブシリーズから外れた位置となる。
また、レベルアップ時に着ているコスチュームによって能力上昇値が異なるため、レベルアップ前には持っているコスチュームの中で最高のボーナス値が得られるものに着替える必要がある。このゲームで最重要なのは素早さのパラメータなので、これを伸ばしそこなうと敵キャラに2連続攻撃されて全滅という事になる。素早さと最大HPを上げるために着替える計画を立てないとゲームクリアが困難な詰みになりやすい。
コスチュームを着替えていろいろなものになりきろうというコンセプトでありながら、使い勝手が良いコスチュームは限定され、最終的にはディオとメルのコスチュームはほぼ一択になる。

### 性格システム
ディオ、メルには性格パラメーターが存在する。性格とコスチュームがマッチするとより能力が発揮できたり、ある特定の性格でないと解決できないたのまれごとが存在したりする。ディオとメルの性格パラメーターは戦闘時に身に付けているコスチュームや、2人からの質問にプレイヤーがどう答えるかによって変化する。クルールの形態はメルとディオの性格に応じて変化する。ディオとメルの性格は最終的に21種ずつ、クルールの性格はともだち（友達）ちゅうじつ（忠実）やせい（野生）の3種である。
12の精霊のダンジョンをクリアするごとにディオとメルが育ての親（プレイヤー）に質問をしてきたり躾の方針を決めたりするイベントがある。プレイヤー自身の価値観なども問われ、実際の子育ての雰囲気を感じさせる。なお、性格イベントの質問は徐々に簡単には答えられないものになり、その選択肢もプレイヤーを悩ませるものになる。

## シナリオの特徴
プレイヤー自身が登場人物として設定されている。また、性格システムも含め、シナリオに直接参加する作りになっている。
進行解説役のナレーターが、かなり前に出た立ち位置で話す。童話風のプロローグから始まり序盤のチュートリアルは多弁なナレーターによるユーモアやギャグに満ちている。なお、このナレーターは暗黒時空のイベントでは口調や性格が全く違うものとなる。
メインシナリオはもちろんサブイベントでも一貫して親子や家族の関係が描かれている。さらに、モブキャラのセリフまで親子関係が徹底的に入っている。シナリオでは良い親子関係も悪い親子関係も描かれるがプレイヤーと双子の関係や双子の正体が全て親子関係の問題でつながる。
精霊の試練と暗黒時空では（中間エンディングの前後）でシナリオの内容が大幅に変化する。ゲームスタート時は子供に向けた童話風のシナリオだが、暗黒時空では一気に対象年齢が上がり、心が痛む重い題材が連続する。哲学的なテーマも多い。

## 登場人物

### 主要人物
ディオ (Dio)
本作の主人公の一人。山で遊んだりすることを趣味とする行動的な男の子。13年前の夜に流れ星のように落ちてきたところをプレイヤーに保護され、元気に男の子らしく育った。13歳でメルとは双子。
身長149cm 体重39kg。好きなものは飛行機と動物。好きなことは山遊び。好きな食べ物はクリームシチュー。嫌いなものはカラス。自分の意見をはっきり言わない人や嘘つきが嫌い。
好き嫌いがハッキリしていて思ったことをすぐに口にする。ディオとメルがたのまれごとの中で話すシーンではディオの不用意な発言が多々ある。また「友達って時々鬱陶しくならない？」とプレイヤーに尋ねてくるなど、いわゆる良い子ではない。
たのまれごとの内容や途中経過と結果がわかるひみつメモはディオが書いているため、ひみつメモにはディオの主観や性格が出ている。
その正体は、デリス・カーラーンの民であるディオス・バンディ。自分から分離したディオスの思念との戦いの結果、現在と過去の自分の心を一体化して試練を終了する。しかし、過去の自分を倒したことにより時の修正を受け、存在する時空間を失い消滅した。そして、後にメルと共に記憶を一新されて生まれ変わった。
メル (Mel)
本作の主人公の一人。読書や裁縫などを趣味とする穏やかな女の子。13年前の夜に流れ星のように落ちてきたところをプレイヤーに保護され、おしとやかに女の子らしく育った。13歳でディオとは双子。
身長148cm 体重35kg。好きな物はぬいぐるみで､6歳の時に親（プレイヤー）からプレゼントされたクマちゃんがお気に入り。好きなことは料理で特にお菓子作りが好き。嫌いなものは虫。約束を守らない人や部屋を片付けない人が嫌い。
誰が相手でも穏やかに優しく接する。変人に属する女性（ティナ）の発言や悪徳商人相手でも怒ることはない。また、ディオが乱暴な行動に出ようとするとメルが制止する。プレイヤーの選択次第だが、相手にとって知らない方が良い真実をディオが話そうとした場合もメルが制止する。
たのまれごとでは歌姫のコスチュームで歌う依頼が複数回ある。他のたのまれごとに使用するコスチュームもメルは女の子らしいものが多い。
その正体は、デリス・カーラーンの民であるメルティア・バンディ。自分から分離したメルティアの思念との戦いの結果、現在と過去の自分の心を一体化して試練を終了する。しかし、過去の自分を倒したことにより時の修正を受け、存在する時空間を失い消滅した。そして、後にディオと共に記憶を一新されて生まれ変わった。
クルール (Kruelle)
ディオが山で拾ってきた不思議な小動物。ディオとメルの性格の影響を受けて戦闘時の姿が大幅に変わる。性格に応じた3形態と、レベルに応じた形態が8段階、計24の姿を持つ。鳴き声は「クルール！」、「ウキュ？」などがある。
戦闘はクルールを加えた3名で行うが、カオスの洞窟の最深部でクルールは本当の姿に変わる。クルールが抜けることにより、メインシナリオのラスボス戦となる最後の審判はディオとメルの2人で戦うことになる。
作中、クルールは何回か双子に映像を見せる。探している人物がどこにいるのかというものや特定の人物の過去の出来事といったものである。前者はダンジョンに行けばいいのかというプレイヤーへのヒントの役割であり、後者は双子が知り得ない過去情報の補足となる。
なお、すずは初対面でクルールの正体に気付いた。

### プレイヤー
育ての親（あなた）
13年前に星空を見に行った時に流星のように降ってきた二人の赤ちゃんを見つけた人物。デフォルトネームはペアレント。ダンジョンクリアごとにディオとメルと会話して躾をする。ゲームの初めに性別が聞かれて、それに応じて選択肢の言葉遣いが変わる。二人からの呼び名は名前だけではなくお兄ちゃんお姉ちゃんといった普通のものから偉大なる指導者様などまである。

### 前作のパーティーキャラクター
アーチェ・クライン (Arche Klaine)
時空戦士の一人。ダオスとの戦いの後、自分の時代（AC.4203年）に帰るが、ハーフエルフという長寿種のため、AC.4408年現在でも全く変わらない姿で魔女っ娘の塔で暮らしている。最初に出会う時空戦士であり最初のボスキャラクターでもある。その天真爛漫な性格は200年以上の時を経ても変わらない。
12精霊の試練を終えたディオとメルのところに駆けつけ、2人が一番好きな食べ物（プレイヤーが入力）を作って持ってくる。アーチェの訪問でエンディングとなるのだがその時はいくつもの伏線が解決しておらず、すぐに第2部の暗黒時空編が始まる。
常に明るく元気なアーチェだがカオスの洞窟の魔鏡イベントでは彼女の孤独な心を示す様子が写し出される。友人とのふとした会話の中でアーチェは他者との時間の違いを思い出す。強がっていたアーチェだったが亡きチェスターの名前をつぶやいて「もう一度ケンカしたいよ」と涙を流した。
クラース・F・レスター (Klarth F. Lester)
時空戦士の一人。古に絶えた召喚術を復活させたが、ダオスとの戦いの後、精霊たちとの契約を解除した。その後、自分の時代に戻りユークリッド村で助手のミラルドと共におだやかに暮らしている。彼は未来から訪れた双子にダオス戦役が一方的で都合の良い歴史として伝わっていると言った。そして、双子がこれから先に会うクレスからダオス戦役の真実を聞くように告げる。
なお、ノルンはクラースだけには双子の過去生やデリス・カーラーンのマナが枯渇した原因などを全て語った。
カオスの洞窟の魔鏡イベントでは植物研究者の父親が家庭を顧みない人であったことや父に抱いた感情や母の幸福についてミラルドに語る。ミラルドはクラースの話したことに誠心誠意答えた。そんなミラルドにクラースはプロポーズとも思える言葉を発する。そして、クラースは「たまには私もこのくらいのセリフは言うさ」と笑顔で言った。
チェスター・バークライト (Chester Barklight)
時空戦士の一人。弓術が得意。ダオス戦役以降はトーティス村で戦争により親を失った子どもの世話をしている。トーティスに住む3人の中で最初に出会うのがチェスターである。チェスターは目の前にノルンが出現して驚くが、ノルンの願いによりディオとメルに心に傷を負った子供について話す。チェスターは心の傷や環境を言い訳にして悪の道に走るのは甘えだと言った。そして、過去の自分もそういう子供だったと付け足す。
カオスの洞窟の魔鏡イベントでは亡き妹アミィの誕生日にまつわるつらい記憶が映し出される。
クレス・アルベイン (Cless Alvein)
前作の主人公。時空戦士の一人。ダオスとの戦いの後は、壊滅したトーティス村を再建して剣術道場を開き暮らしている。
クレスは、未来から訪れたディオとメルにダオス戦役の真実を話す。ダオスが、枯れてしまった自分の星デリス・カーラーンの世界樹を生き返らせるために大いなる実りを求めて戦っていたこと、その際にデリス・カーラーンで救いを待つ人々にとっては自分達が悪の立場であったであろうこと、戦いに絶対的な正義や悪などは存在しないのだと語る。
カオスの洞窟の魔鏡イベントでは「ミントは僕にとって大切な人」と告げる。
ミント・アドネード (Mint Adnade)
前作のヒロイン。時空戦士の一人。ダオス戦役後はトーティス村の教会で人々を癒している。
大法術師と讃えられ、多くの人々に頼られるミントだったが、彼女は悩んでいた。自分は身体を癒す力を持っているが、人々の心まで癒すことができるのかと。ミントの記憶を覗いたノルンは、一人でできることには限りがある、仲間と協力することで多くの人を幸せにできるとミントを励ます。
カオスの洞窟の魔鏡イベントではノルンが言っていた自分自身の幸せに気付き、悩みや迷いの道から抜け出せた様子が映し出される。
藤林 すず【（ふじばやし すず）/Suzu Fujibayashi】
時空戦士の一人。ダオスとの戦いの後、自分の時代に戻り、忍びの里の頭領を祖父・乱蔵から継いだ。幼い頭領ながら他の忍びの評判は良い。なお、すずはダンジョンの鍵を時空戦士の中で唯一ふたつ持っている。
すずはディオ達の訪問と目的について事前に気がついていたようである。また、姿を現す前のノルンの存在も察知していた。部屋を退出しようとしたディオたちを呼び止める声をかけたすずだったが、すずの視線の先にいるのはクルールだった。そして、すずは「あなたは何が目的ですか？」とクルールに言う。
カオスの洞窟での魔鏡イベントでは、操られて多くの人を手にかけてしまった両親を自らの手で討った記憶を思い起こされる。そして、メルティアに本当にそれで良かったのかと問い詰められる。

### その他のキャラクター
ノルン (Norn)
本作のラストボス。白い翼を持った謎の女性で、双子の前に度々現れては謎めいた言葉や次なる目標を語る。その正体はデリス・カーラーンにある大樹カーラーンの番人。つまり、ユグドラシルの番人であるノルン（運命の女神）と同義。
大樹カーラーンを枯らし、マナ消滅という大罪を犯したディオスとメルディアの本質が悪なのか、2人の記憶を封じて子供に戻し、もう一度やり直させることで見定めていた。どのような親に育てられるかによって、人間の性格、さらに運命が変わるのかという事は本作のテーマのひとつと言える。
シリーズでは珍しく第二形態がないラストボスであり、最終戦闘の前にディオとメルを完全回復させるなど優しくも厳しい女性の雰囲気をエンディングまで貫いている。また、戦う理由も他作品と異なる。
なお、エンディング後のエクストラダンジョンであるドルアーガの塔の最上階ではディオとメルと共に寸劇を演じるなどコミカルな面も見せている。
ダオス (Dhaos)
前作のラストボス。母なる星、デリス・カーラーンの統括者。当初は魔科学を憎んでいるわけではなかったのだが、自分の星と同じ過ちを冒そうとしているミッドガルズの行いを見て直ちに止めるように宣告したがそれを拒否したミッドガルズをヴァルハラ戦役より後の時代で滅ぼす。その後、次第に魔科学へと憎しみの矛先を向けるようになった。
自らの星デリス・カーラーンの失われたマナを復活させるため、大樹カーラーンから生まれる大いなる実りを求めてクレス達の世界へやって来た。その星で魔王としてクレス達の手によって滅ぼされている。しかしデリス・カーラーンの人々からの視点に立てば、星を救う唯一の希望であるダオスを滅ぼしたクレス達こそ、魔王と考えることもできる。どちら側からの視点から見るかによって、悪の存在が変化するのはテイルズ オブ シリーズでは類をみない背景である。それゆえシリーズのラスボスとしては、他のシリーズから見て非常に人気が高い。
今回のシナリオでは、なぜデリス・カーラーンのマナが失われたのか、そして、大いなる実りを手に入れるために魔王と呼ばれるまでの行動を起こすことへの苦悩などを知ることができる。物語の終盤にメルとディオの前に現れたダオスは、この星が記憶しているダオスという存在が、実体を持たない残留思念として現れたものである。
なお、本編クリア後のおまけの部屋にあるスタッフルームでは原作シナリオライターによる「今回の主役はダオスである」ということを含んだコメントを読むことができる。
ミラルド・ルーン
クラースの幼なじみかつ研究助手。村の子供に勉強を教えていて、クラースの教え方よりもわかりやすいと好かれている。カオスの洞窟の魔鏡イベントではクラースの父の話とクラースとミラルドの関係を大きく変える会話が行われる。
アミィ・バークライト
チェスターの妹。前作冒頭のトーティス村襲撃で命を落とした。本作ではカオスの洞窟の魔鏡イベントに登場する。そこでは、アミィの誕生日の思い出とチェスターの悲しみが語られる。
ボエボエ
ディオとメルの行く先々に現れる悪徳商人で、ザマス言葉の意地悪な男。初めは憎い悪役でギャグキャラクターのように見えるが、イベントが進行すると幼い頃父親に世の中は金が全てと教え込まれた哀れな過去を持っていることがわかる。ヴァルハラ村が極貧の村から一攫千金の村となる展開とセットになったサブイベント。ボエボエの過去と生き様を知ったメルは号泣して語り掛けるがボエボエは考えや生き方を変える事はなく、ディオたちと別れた1年後に病死。貯めに貯めた金の行方は誰もわからなかった。
エリザベス
脚の悪い自分の代理として、孫のアリサに誕生日プレゼントを届ける依頼をする老婦人。
アリサ
オリーブ村に住んでいる女の子。
オットー・グスダフ・フォン・トリッテンハイム3世
自称世界一のグルメ。美食の限りをつくしたので何か珍しい料理が食べたいとわがままな依頼をしてくる。また、長い名前であるにもかかわらず常にフルネームで呼ばないと怒るので、使用人も閉口している。ディオも面倒なのか、たのまれごとを記載するひみつメモには、この人物の名前を（長いので略）としか書かない。
ロベール
奥さんと共に仲良く暮らすおじさん。鉱脈をあてて現在の財産の礎を築いた先祖に感謝する意味で、先祖の肖像画を描く絵描きを探している。
ハル
母親を失って以来、心を閉ざしてしまった少年。そんなハルを見て父親はオロオロするばかりである。
メモリー
幼い頃の思い出の花ティアの花を摘んできて欲しいとディオとメルに依頼する女性。母は寝たきりになっている。
ベロボン
旅巡業のサーカス団団長。サーカス団は、水の洞窟をクリアすると、オリーブ村に現れる。団員が出演できなくなり、サーカスの興業に“やや支障”があるため、ディオとメルに手助けを依頼する。かなりのシブチンらしい。
マリー
旅巡業のサーカス団団員。ダンサー。オリーブ村の暑さのせいでダウン中。
ダン
旅巡業のサーカス団団員。動物の飼育係。調教師が、団長とケンカをして出て行ってしまったので、代わりを探している。
ジョン
旅巡業のサーカス団団員。足を骨折中のピエロ。
ジャンボ
旅巡業のサーカス団で飼われているライオン。ディオの友だちになる。
ファンク
作詞作曲に悪戦苦闘する男。口ではすごいことばかり言うが、一向に作詞が進まない。「絶対にすごい歌が出来るはずだ！ 乞うご期待！ COMING SOON！」が口癖。
ティナ
やることなすことメチャクチャで話をしているだけでなんだかムカつくという評判がある女。占い師になりたいと、初対面のメルにメルっちと勝手なあだ名をつけて指南を頼む。二つのたのまれごとに登場。
ハンマー
相方が腰痛でダウンしたため、助手を探している鍛冶屋。
サブリナ
アーチェと仲がよく、魔女っ娘の塔にたびたび通って世間話をしている女性。ハンマーからプロポーズを受ける。
ピトー
ハンマーの先祖。仕事繊細、口調豪快の工芸家。
パック
大切な宝物をクレイアイドルに奪われてしまい、取り返してくれる人を探している少年。
ルーシー
戦争で両親を失ったショックで空想の世界に閉じこもってしまい、自分は実はある国のお姫様で、いずれは城から迎えが来ると思いこんでいる哀れな少女。
シルバー
自称・トレジャーハンターZ。世界のどこかに眠るお宝オーパーツを手にするのが夢だが、高齢になってしまったため夢を受け継いでくれる誰かを探している。
ロゼ
かつての有名モデル。自分の娘も同じモデルへの道を歩んで欲しいと願っている。
トム
ペットのブッシュベイビーが逃げ出して困っている少年。
ポンタ
トムが飼っているブッシュベイビー。
フランシーヌ
ヴァルハラ村のある家から行方不明になったため、その家の奥さんから捜索依頼がなされる。旦那さんは飼い犬がいなくなったくらいで大げさなと言い、奥さんは私たちの大切な娘と言う。
カリプソ
絵本を読んで、いつか自分だけの王子様が現れると夢見ている少女。
ユリシーズ
カリプソの幼なじみ。少し勇気がない少年。
アルカージナ
かつての大歌手。老いることで、自信や気力を失ってしまっている女性。
トレープレフ
母親のアルカジーナの元気を取り戻そうとしている孝行息子。
トーマス
メルヘン大好きおじさん。幼い頃に聞かされた童話に出てくるウサぴょんと金のボタンに執心している様子。金のボタンを13個集めてプレゼントすると、ディオを讃える歌「愛の戦士 バニーハンター・ディオ」を熱唱する。
マダム・ミスティ
占いの館の主でタロット占い師。特別なアルカナカードが見てみたいとディオとメルに依頼する。カードを22枚全て集めて訪れるとギルとカイのコスチュームをディオとメルに与え、悪魔ドルアーガについて伝説を語る。
なんだかおマニな感じの人
エンディングを見ないと頼みごとをしてこない。ワンダーモモが大好き。
バンディ将軍
デリス・カーラーンの国パレスグドラの将軍。瀕死だった幼いディオスとメルティアを拾って育てた。ディオスには軍人としてメルティアには科学者としての貢献服従を強いている。臨終の際ディオスに魔科学兵器の報復発射を命じた。
ディオス・バンディ
ディオの前世であり暗黒の自分。デリス・カーラーンの民。27歳。パレスグドラの軍隊所属。養父であるバンディ将軍の命令に疑問を感じつつも育ててやった恩を振りかざされ従う。結果、隣国同士の民族紛争の中でメルティアを失い、憎しみに任せて魔科学兵器を発動させる。その結果、15万あまりの人々の命と、星の命ともいえるマナを失うこととなる。魔科学兵器の使用。これがディオの罪である。
メルティア・バンディ
メルの前世であり暗黒の自分。デリス・カーラーンの民。27歳。魔科学を研究する科学者。養父であるバンディ将軍に命じられ、魔科学兵器開発の中心となって動いていた。助手は魔科学による素晴らしき青き光が持つ危険性について助言するが、メルティアは破滅に向かっていると知りつつ科学者としての好奇心により魔科学兵器を完成させる。そんな中、民族紛争は激しさを増し、敵国兵の襲撃によって命を奪われる。結果、メルティアを失った深い悲しみと憎しみを負ったディオスによって、魔科学兵器は引き金を引かれることとなる。魔科学兵器の開発。これがメルの罪である。

### ゲストキャラクター
ドルアーガ
『ドルアーガの塔』からのゲスト。ドルアーガの塔59階で戦う相手。ギルとカイのコスチュームでないと近付けないのでドルアーガと戦う際にはコスチュームが固定となる。
リリス・エルロン
『テイルズ オブ デスティニー』からのゲスト。本編クリア後に出現するおまけの部屋に登場する。たのまれごと最後の依頼人。

## 各ダンジョンおよびボスキャラクター
| #    | 時空     | ダンジョン                   | ボス           | アルカナ | アルカナ       |
| ---- | -------- | ---------------------------- | -------------- | -------- | -------------- |
| 1    | AC4408   | 魔女っ子の塔                 | アーチェ       | 1        | THE MAGICIAN   |
| 2    | AC4203   | 風の谷の塔                   | シルフ         | 6        | THE LOVERS     |
| 3    | AC4203   | 炎の洞窟                     | イフリート     | 11       | STRENGTH       |
| 4    | AC4203   | 水の洞窟                     | ウンディーネ   | 8        | JUSTICE」      |
| 5    | AC4203   | 大地の洞窟                   | ノーム         | 0        | THE FOOL       |
| 6    | AC4306   | 不思議な塔                   | マクスウェル   | 9        | THE HEMIT      |
| 7    | AC4306   | 悪魔の塔                     | グレムリン     | 16       | THE TOWER      |
| 8    | AC4306   | 古代遺跡                     | アスカ         | 19       | THE SUN        |
| 9    | AC4306   | 12星座の塔                   | ルナ           | 18       | THE MOON       |
| 10   | AC4354   | 電気の洞窟                   | ヴォルト       | 7        | THE CHARIOT    |
| 11   | AC4354   | 闇の洞窟                     | シャドウ       | 14       | TEMPERACE      |
| 12   | AC4354   | 魔王の洞窟                   | プルート       | 15       | THE DEVIL      |
| 13   | AC4354   | 精霊の森                     | オリジン       | 21       | THE WORLD      |
| 14   | 暗黒時空 | ムスペルヘイム（炎の塔）     | フラムベルク   | 2        | THE PRIEST     |
| 15   | 暗黒時空 | ニヴルヘイム（氷の塔）       | フェンビースト | 5        | THE POPE       |
| 16   | 暗黒時空 | ヨツンヘイム（巨人の洞窟）   | イシュラント   | 10       | FORTUNE        |
| 17   | 暗黒時空 | ニダヴェリール（小人の洞窟） | ジェストーナ   | 12       | THE HANGED MAN |
| 18   | 暗黒時空 | ヘル（死の洞窟）             | ビッグアイ     | 13       | DEATH          |
| 19   | 暗黒時空 | ビフレスト（虹の塔）         | ダオス         | 17       | THE STAR       |
| 20.1 | AC4408   | カオスの洞窟                 | ディオス       | 4        | THE EMPEROR    |
| 20.2 | AC4408   | カオスの洞窟                 | メルティア     | 3        | THE EMPRESS    |
| 20.3 | AC4408   | カオスの洞窟                 | ノルン         | 20       | JUDGEMENT      |
| 21   | AC4408   | ドルアーガの塔               | ドルアーガ     |          |                |

## BGM
BGMは『テイルズオブファンタジア』の曲をゲームボーイ音源用にアレンジした27曲、新曲7曲、『ドルアーガの塔』の曲4曲、計38曲で構成される。新曲の作曲者は、T's MUSIC契約のあいだとしき（会田敏樹）。
| #  | 曲名                       | 補足                                                |
| -- | -------------------------- | --------------------------------------------------- |
| 1  | PREMONITION                |                                                     |
| 2  | ARCHE                      |                                                     |
| 3  | HARMONIOUS MOMENT          |                                                     |
| 4  | OLIVE VILLAGE              |                                                     |
| 5  | MYSTERIOUS JAPON           |                                                     |
| 6  | THE SECOND ACT             |                                                     |
| 7  | FREEZE                     |                                                     |
| 8  | UNDERGROUND WAY            |                                                     |
| 9  | SYLPH                      |                                                     |
| 10 | RETALIATION                |                                                     |
| 11 | MORLIA GALLERY             |                                                     |
| 12 | FIELD OF SUNSET            |                                                     |
| 13 | BURNING TOWER              |                                                     |
| 14 | DARK CAVE                  |                                                     |
| 15 | FOREST OF THE TREANT       |                                                     |
| 16 | BITING COLD                |                                                     |
| 17 | WHO IS GOOD OR EVIL        |                                                     |
| 18 | TAKE UP THE CROSS          |                                                     |
| 19 | OVERCOME DIFFICULTIES      |                                                     |
| 20 | FIGHTING OF THE SPIRIT     | 「あいのせんし バニーハンターディオ」という歌詞あり |
| 21 | BE ABSENTMINDED            | 「やくそく～あなたと～」という歌詞あり              |
| 22 | OASIS                      |                                                     |
| 23 | GO A STEP FURTHER          |                                                     |
| 24 | AWAKENING                  |                                                     |
| 25 | CONTRACT                   |                                                     |
| 26 | HONOR                      |                                                     |
| 27 | AH MY GOD..                |                                                     |
| 28 | FUNNY TOWN                 | 本作用新曲                                          |
| 29 | TRY TO FORGET THE SAD PAST | 本作用新曲                                          |
| 30 | DARK MIND                  | 本作用新曲                                          |
| 31 | REBIRTH                    | 本作用新曲                                          |
| 32 | THE STARS TWINKLED         | 本作用新曲                                          |
| 33 | MANTAL PAIN                | 本作用新曲                                          |
| 34 | JUDGEMENT                  | 本作用新曲                                          |
| 35 | TOWER OF DRUAGA (1)        | 『ドルアーガの塔』の使用曲                          |
| 36 | TOWER OF DRUAGA (2)        | 『ドルアーガの塔』の使用曲                          |
| 37 | TOWER OF DRUAGA (3)        | 『ドルアーガの塔』の使用曲                          |
| 38 | TOWER OF DRUAGA (4)        | 『ドルアーガの塔』の使用曲                          |

## 評価

### システム
コスチュームを着替えることでキャラクターの能力が変化するという印象から『懐かしゲームボーイパーフェクトガイド』では“コスプレ”という文字が入った見出しとともに本作が美少女ゲームに分類されている。なお、同書におけるゲームボーイ美少女ゲーム10本のうち、7位の『魔法陣グルグル 〜勇者とククリの大冒険〜』と8位の本作以外はいわゆる美少女とのコミュニュケーションを主体としたゲームもしくは女性キャラクターが主人公のものである。

### シナリオ
グラフィックはポップでキュートだが、後半のストーリーは暗く重いものである。こうした作風からユーザーからは賛否両論があるが、後年では名作として評価されている。序盤が童話風のナレーションであり、ギャグも多い明るい雰囲気であったことがかえってヴァルハラ村や暗黒時空以降のストーリーの恐ろしさを色濃くした。
心の荒廃によって精神に異常をきたした者ばかりの村であるとか、反道徳的なセリフが多いなどという理由により、ゲームボーイというハード本来のターゲット（低年齢層）と乖離していないかとの疑問が少なからず呈された。『ゲームサイド』Vol.13のテイルズオブシリーズ特集では「ゲームボーイでこんなことをやってもいいのかと思えるほど強烈なエピソードが多く容赦がない」という紹介文がある。
また、大人でも結論困難な哲学的な問いが行われ、傲慢・迎合・迂闊・流転・因果などの難しい言葉も（フォントの都合上ひらがなで）平気で使用されている事も年齢層ギャップ指摘を招いた。数が限られた漢字フォントに「死」が割り振ってある事もこのシナリオの内容や死の文字の頻度を表している。
ゲームを批評する書籍においても「出だしの軽いノリで最後まで押せばよかったのに」や「深い絶望を容赦なく描くこのディープでハードな世界観が魅力である」などライターごとに正反対の感想が出たほどである。
また、本作の評価を名作とまで高める要素としてシナリオが大きく貢献している。『本当に面白いゲームボーイ神ゲーBEST100』では「グラフィックから一見明るいゲームに見えるが重く衝撃的な展開が待っており考えさせられるストーリーも魅力」といったシナリオについての高評価コメントが1ページの中に3か所ある。
攻略本に掲載された新免Ｇ之進のコメントでは「世界を救うような壮大な物語ではなく自分の心と対峙するような（小さな）物語を作った」「罪と罰・欲望・慢心・憎悪・差別・狂気といった要素を盛り込んだが、コミカルなパートも自分の側面」「町の人のセリフやたのまれごとはかなり遊ばせてもらいました」と述べられており、このコメントはまさに本作のシナリオ全体の設定と雰囲気を表している。後年における本作シナリオへの高い評価は、初プレイ当時は内容が理解できなかったりトラウマ的な恐怖を感じたりした低年齢層が大人になってからの称賛の声が加わったものである。

## ノベライズ版
- 著：結城聖、イラスト：松竹徳幸、発刊：集英社 スーパーダッシュ文庫
  - テイルズ オブ ファンタジア なりきりダンジョン 上 2000年12月22日 ISBN 4-08-630017-6
  - テイルズ オブ ファンタジア なりきりダンジョン 下 2001年1月25日 ISBN 4-08-630022-2

### 原作とノベライズ版の違い
- 原作中では双子のどちらが姉・妹か兄・弟は明言されていないが、ノベライズ版ではメルが姉、ディオが弟と設定されている。
- ノベライズにあたって、原作シナリオでは言葉を発しない場面があった[注釈 22]ディオやメルの会話や各キャラクターの心情について掘り下げられている。前作『テイルズオブファンタジア』の主役キャラクターたちについては描写やセリフがノベライズ版独自のものとして追加されている[注釈 23]。
- ゲームではプレイヤーの役割であったディオとメルの育ての親としてエリック・フォートとファーメル・フォートという夫婦が設定されていて、ラストで消滅したディオとメルはフォート夫妻の実子として転生する。
- 原作では大樹カーラーンの番人である運命の女神（名前の通りノルン）であったノルンが大樹カーラーンの精霊でありマーテル（大樹ユグドラシルの精霊）の娘[15]と設定されている。
- ノベライズ版には原作ゲームのもうひとつのシナリオであるたのまれごとの要素は入っておらず、第2部である暗黒時空以降も駆け足である。暗黒時空部分がほぼカットされているため、原作ゲームの特徴である哲学的問いも同時にカットされている。また、ヴァルハラ村が登場しないため、狂気要素・非道徳要素も薄められているか存在しない。この原作シナリオのマイルド化は10年後のリメイク『テイルズ オブ ファンタジア なりきりダンジョンX』も同様である。

## ドラマCD
- 脚本：金月龍之介、レーベル：フロンティアワークス
  - ドラマCD テイルズ オブ ファンタジア なりきりダンジョン -太陽の章- 2001年4月28日 ASIN B00005HXXA
  - ドラマCD テイルズ オブ ファンタジア なりきりダンジョン -月の章- 2001年5月26日 ASIN B00005J48Z

### 原作とドラマCD版の違い
- 冒頭こそ原作ゲームの雰囲気をなぞっているものの、このドラマCDは実質的に「その後のテイルズ オブ ファンタジア」がメインであり、ディオとメルは主役ではない。月の章はさらにそれが顕著となる。
- また、各キャラクターのその後や性格もゲームボーイ版を踏まえないオリジナルのもので書かれている。原作では双子と時空戦士たちは良好な関係を築いていたがドラマCDでは精神的な未熟さを露呈したクレスをディオが罵倒するなどのシーンがある。

### キャスト
- クレス・アルベイン  - 草尾毅
- ミント・アドネード - 岩男潤子
- アーチェ・クライン - かないみか
- チェスター・バークライト - 伊藤健太郎
- クラース・F・レスター - 井上和彦
- 藤林すず - 川田妙子
- ダオス - 塩沢兼人
- ディオ - くまいもとこ
- メル - 柳瀬なつみ
- クルール - 永島由子
- ノルン - 永島由子
- ナレーター - 中村正

## 関連商品

### 書籍
- Vジャンプブックス [ゲームシリーズ] テイルズ オブ ファンタジア なりきりダンジョン ISBN 4-08-779081-9
- テイルズ オブ ファンタジア なりきりダンジョン 超着こなし術 ISBN 4-88749-063-1
- テイルズ オブ ファンタジア なりきりダンジョン オフィシャルガイドブック ISBN 4-7577-0295-7
- Tales of 大事典 ISBN 4-575-16358-9

## 他のシリーズ作品との関連
テイルズ オブ ザ ワールド なりきりダンジョン3（2005年1月6日発売）
ディオとメルがなりきりショップの店主として登場。
テイルズ オブ ザ レイズ（2017年2月28日リリース）
ディオとメルが期間限定イベントに登場。ただし、ビジュアルや性格は『なりダンX』のものとなっている。